# Springdale (township, Pennsylvania)
Springdale  è una township degli Stati Uniti d'America, nella contea di Allegheny nello Stato della Pennsylvania. Secondo il censimento del 2000 la popolazione è di 1.802 abitanti.

## Società

### Evoluzione demografica
La composizione etnica vede una prevalenza della razza bianca (99,61%), e una piccola percentuale di quella afroamericana (0,06%), dati del 2000.
| township di Springdale Popolazione |       |
| 2000                               | 1.802 |
| Stima al 2009                      | 1.656 |